# Nicholas Korir
Nicholas Korir Kipchirchir (1984) is een Keniaanse langeafstandsloper, die is gespecialiseerd in de halve marathon. Met een persoonlijk record van 59.50 behoort hij tot de snelste atleten ter wereld op deze afstand. Deze tijd liep hij in 2016 bij de Bredase Singelloop waarmee hij de wedstrijd won.

## Persoonlijke records
| Onderdeel      | Prestatie | Datum           | Plaats   |
| -------------- | --------- | --------------- | -------- |
| 15 km          | 42.30     | 2 oktober 2016  | Breda    |
| 20 km          | 56.45     | 2 oktober 2016  | Breda    |
| halve marathon | 59.50     | 2 oktober 2016  | Breda    |
| marathon       | 2:16.07   | 4 december 2005 | Mazatlán |

## Palmares

### 10 km
- 2009:  São Silvestre da Amadora - 29.00
- 2010:  São Silvestre da Amadora - 29.09
- 2016:  Klap tot Klap Loop in Stadskanaal - 29.52

### 15 km
- 2015: 4e Montferland Run in 's-Heerenberg - 43.20
- 2016: 5e Aloha Zane Branson Memorial in Kabarak - 44.33

### halve marathon
- 2010:  halve marathon van Los Palacios - 1:02.40
- 2015:  halve marathon van Nairobi - 1:02.49
- 2016:  halve marathon van Paderborn - 1:01.44
- 2016:  Bredase Singelloop - 59.50

### marathon
- 2005:  marathon van Mazatlán - 2:16.07